# 华盛顿宮
华盛顿宫为夏威夷州的一栋建筑，在夏威夷王国被推翻期间，利留卡拉尼女王就是在此地被捕的。该建筑后来成为了夏威夷州州长官邸，并于2007年成为了国家历史名胜。